# Catogenus collaris
Catogenus collaris is een keversoort uit de familie Passandridae. De wetenschappelijke naam van de soort is voor het eerst geldig gepubliceerd in 1899 door Sharp.